# Abbeystead
Abbeystead – wieś w Anglii, w hrabstwie Lancashire, w dystrykcie Lancaster. Leży 65 km na północny zachód od miasta Manchester i 324 km na północny zachód od Londynu.